# Miguel Merentiel
Miguel Ángel Merentiel Serrano (Paysandú, 24 de fevereiro de 1996) é um futebolista uruguaio que atua como atacante. Atualmente joga pelo Boca Juniors.

## Carreira

### Peñarol
Merentiel nasceu em Paysandú e surgiu na categoria de base do Peñarol. 

### El Tanque Sisley
Em janeiro de 2017, foi emprestado para o El Tanque Sisley, clube da Primera División do Uruguai, por seis meses. Pelo clube, fez sua estreia profissional em 19 de fevereiro, sendo titular em uma derrota fora de casa por 3–4 contra o CA Cerro. Uma semana depois, marcou seu primeiro gol, numa vitória por 2–1 fora de casa contra o Liverpool. Em 12 de março, marcou dois gols na vitória por 2–1 contra o Montevideo Wanderers.

### Lorca
Em 3 de agosto, Merentiel mudou-se para o exterior pela primeira vez em sua carreira, depois de fechar um contrato de empréstimo de um ano com o Lorca, clube da Segunda División da Espanha. No dia 31 de janeiro de 2018, seu empréstimo foi interrompido.

### Godoy Cruz
Em janeiro de 2019, Merentiel foi contratado pelo clube argentino Godoy Cruz por uma quantia em torno de 175.000 euros.

### Defensa y Justicia
Em 10 de setembro de 2020, Merentiel foi emprestado ao Defensa y Justicia até o final de 2021 com uma opção de compra. Em janeiro de 2022, o Defensa acionou a opção e o contratou em definitivo até o final de 2024.
Merentiel encerrou sua passagem no Defensa y Justicia, da Argentina, após três temporadas e Campeão da Copa Sul-Americana, da Recopa Sul-Americana mais 27 gols marcados em 79 partidas disputadas.

### Palmeiras
Em maio de 2022, Merentiel assinou um contrato de quatro anos com o Palmeiras. Merentiel foi apelidado de La Bestia, foi o 22º atleta uruguaio na história a usar a camisa do Palmeiras. Entretanto, o uruguaio só teve condições legais de jogo a partir de 18 de julho, quando se abriu a janela de transferências. Sua estreia foi na vitória por 1–0 contra o América Mineiro, pelo Campeonato Brasileiro. Fez seu primeiro gol pelo alviverde em setembro, também pelo Campeonato Brasileiro, ao marcar o gol de empate por 2–2 contra o Red Bull Bragantino. Dias depois, fez o gol da vitória por 1–0 contra o Santos, também pelo Campeonato Brasileiro.
Deixou o Palestra com 11 jogos e marcando somente dois gols.

### Boca Juniors
Em 3 de fevereiro de 2023, o Boca Juniors anunciou a contratação de Miguel Merentiel por empréstimo até dezembro deste ano com opção de compra ao final do ano por valor já estipulado. Em 5 de fevereiro de 2023, Merentiel fez sua estreia pelo Boca Juniors, pela pela 2ª rodada do Campeonato Argentino, em La Bombonera, o jogo terminou em empate sem gols com o Central Córdoba. Já no dia 19 de fevereiro de 2023, Miguel Merentiel marcou seu primeiro gol pelo Boca, na quarta rodada do Campeonato Argentino, e colaborou para vitória por 3 a 1 sobre o Platense. Foi dele o terceiro gol do jogo, ainda aos 36 minutos do primeiro tempo.

## Títulos
Defensa y Justicia
- Copa Sul-Americana: 2020
- Recopa Sul-Americana: 2021

Palmeiras
- Campeonato Brasileiro: 2022
- Campeonato Paulista: 2023

Boca Juniors
- Supercopa Argentina: 2022